# Axel Wenner-Gren
Axel Leonard Wenner-Gren (oprindeligt Wennergren født 5. juni 1881 i Uddevalla, død 25. november 1961 i Stockholm) var en svensk erhvervsleder og finansmand. Han var administrerende direktør for Electrolux 1920–25 og bestyrelsesformand 1926–39. I mange år var han majoritetsejer i Svenska Cellulosa og hovedaktionær i Bofors. Han fik et medicinsk æresdoktorat i Uppsala i 1954 og et æresdoktorat ved Chalmers tekniska högskola i 1957.
Winston Churchill anså ham for pro-tysk og kunne ikke anbefale hertugparret af Windsor at tage mod hans invitation til et krydstogt.